# Nettie Stevensová
Nettie Maria Stevensová (nepřechýleně: Stevens, 7. července 1861 – 4. května 1912) byla americká genetička, která objevila pohlavní chromozomy. V roce 1905 zjistila, že samci potemníků produkují dva druhy spermií, jedny s velkým chromozomem a druhé s malým chromozomem. Když vajíčka oplodnily spermie s velkým chromozomem, vzniklo potomstvo ženského pohlaví, a když vajíčka oplodnily spermie s malým chromozomem, vzniklo potomstvo mužského pohlaví. Tyto chromozomy se později začaly označovat jako chromozomy X a Y.